# فضای یادگیری

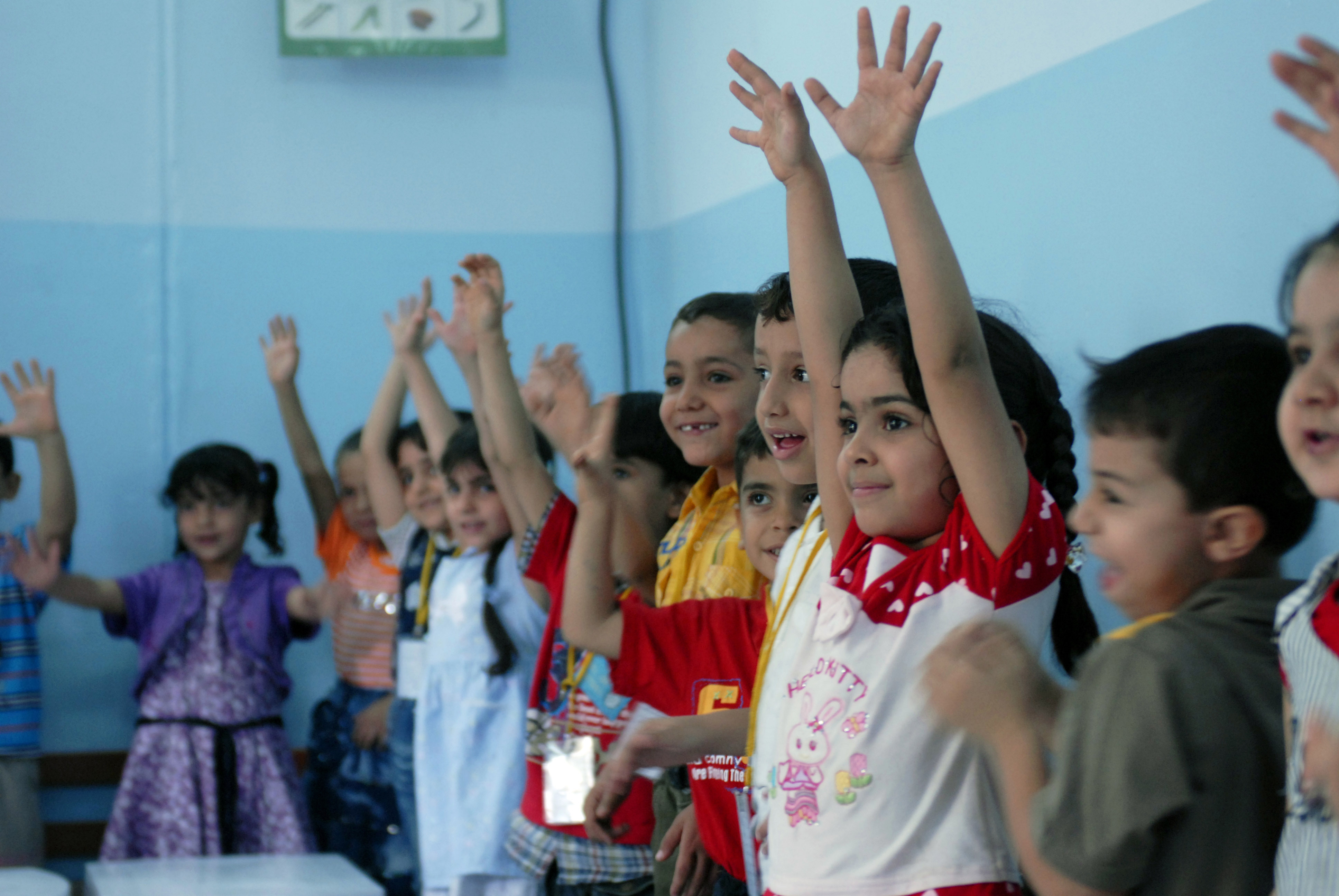
فضاهای یادگیری تنظیمات فیزیکی برای محیط‌های یادگیری از هر نوع هستند.

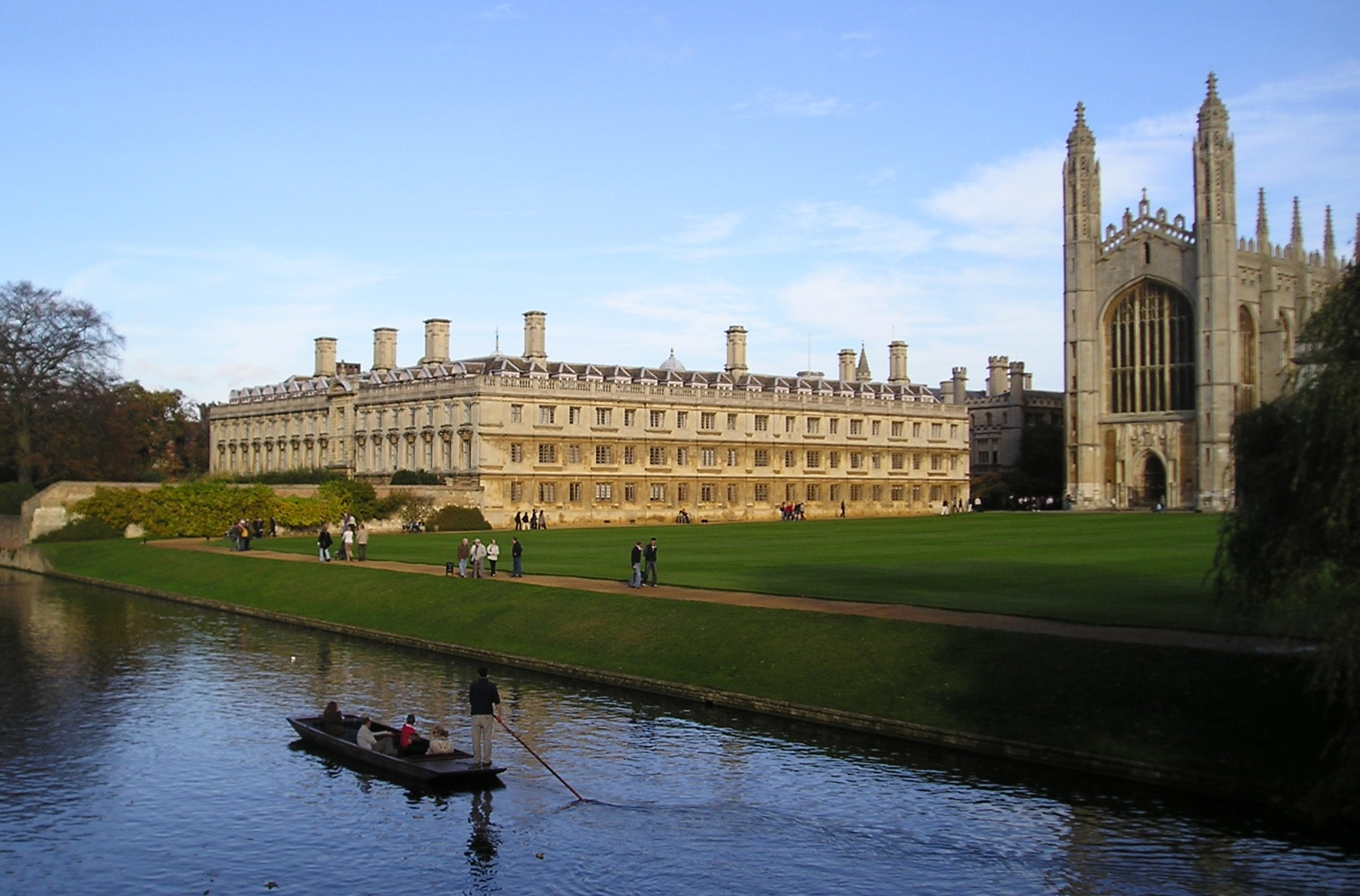
کالج کینگز، دانشگاه کمبریج.

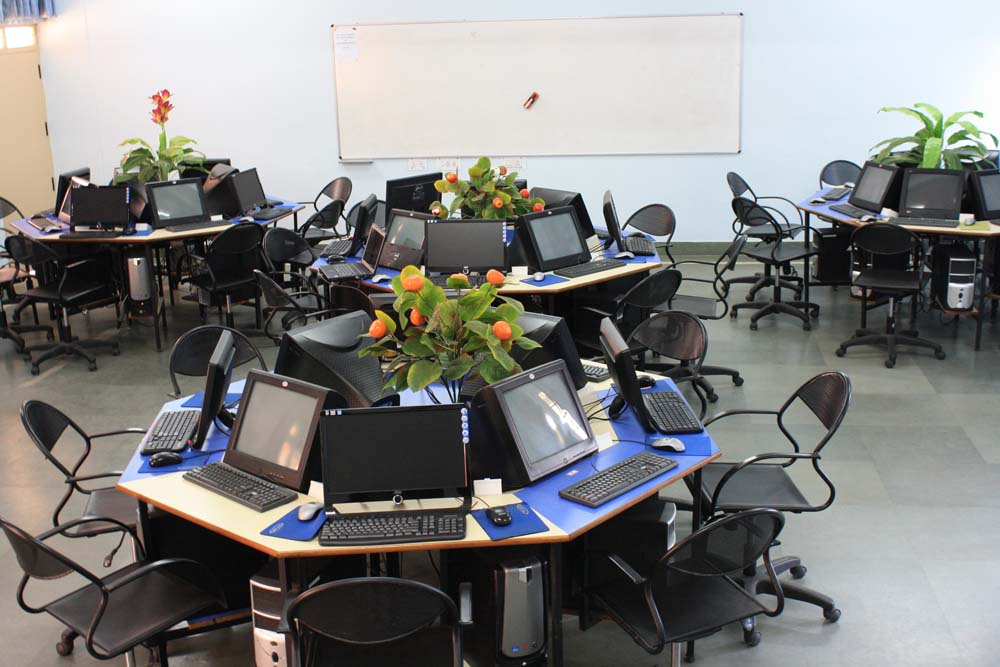
آزمایشگاه کامپیوتر در بنگلور.

فضای یادگیری یا تنظیمات یادگیری به یک محیط فیزیکی برای یک محیط یادگیری اشاره دارد، مکانی که آموزش و یادگیری در آن اتفاق می‌افتد. این اصطلاح معمولاً به‌عنوان جایگزین قطعی‌تری برای «کلاس درس» استفاده می‌شود، اما ممکن است به یک مکان داخلی یا خارجی، واقعی یا مجازی اشاره کند. فضاهای آموزشی از نظر استفاده، سبک‌های یادگیری، پیکربندی، مکان و مؤسسه آموزشی بسیار متنوع هستند. آنها از انواع آموزش‌ها، از جمله مطالعه آرام، یادگیری غیرفعال یا فعال، یادگیری حرکتی یا فیزیکی، یادگیری حرفه ای، یادگیری تجربی و غیره پشتیبانی می‌کنند.

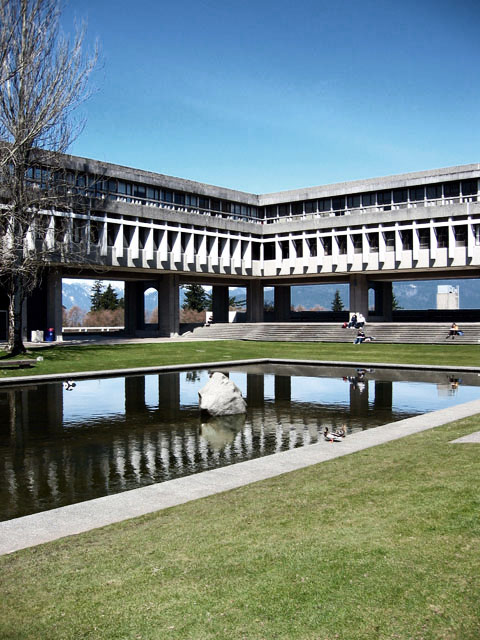
دانشگاه سایمون فریزر، چهار گوش آکادمیک.

## تاریخچه
واژه مدرسه (به انگلیسی:school) که از زبان یونانی σχολή (scholē) است که در اصل به معنای «فرغت» و همچنین «آنچه در آن اوقات فراغت به کار گرفته می‌شود» و بعداً اسم آن را به «مدرسه» تغییر دادند. کلمه ژاپنی برای مدرسه، به معنای «باغ یادگیری» یا «باغی از یادگیری» است. مهدکودک یک کلمه آلمانی است که معنای تحت اللفظی آن «باغ برای کودکان» است، اما این اصطلاح به معنای استعاری «مکانی که کودکان می‌توانند به روش طبیعی رشد کنند» ابداع شد.

## موسسات
موسساتی که فضاهای آموزشی را فراهم می‌کنند را می‌توان به چند روش طبقه‌بندی کرد، از جمله:
- مناسب دانش آموزان: مهدکودک، دبستان، دوره متوسطه اول و آموزش متوسطه
- سطح پیشرفته: مدرسه، کالج، دانشگاه و مدرسه عالی
- رشد جسمی، ذهنی یا اجتماعی: آموزش ویژه، مدرسه ناشنوایان، مدرسه نابینایان و غیره